# 豊永浩平
豊永 浩平（とよなが こうへい、2003年 - ）は、日本の小説家。沖縄県那覇市生まれ。琉球大学人文社会学部琉球アジア文化学科卒業。

## 経歴
琉球大学在学中の2024年、「月（）ぬ走（）いや、馬（）ぬ走（）い」で第67回群像新人文学賞を受賞してデビュー。同作で第46回野間文芸新人賞を受賞する。

## 作品リスト

### 単行本
- 『月ぬ走いや、馬ぬ走い』（講談社、2024年7月）
  - 初出:『群像』2024年6月号

### 雑誌等掲載
小説
- 「姉蚕」（『文學界』2025年8月号）

エッセイなど
- 「本の名刺 ぼく（ら）の亡霊たち」[5]（『群像』2024年8月号）
- 「海に霧」（『文學界』2024年8月号）
- 「文一の本棚 藤枝静男『田紳有楽・空気頭」（『群像』2024年9月号）
- 「猫か靴」（『新潮』2024年11月号）
- 「樫の木」（『すばる』2024年12月号）
- 「三島由紀夫の文 『仮面の告白』」（『新潮』2025年2月号）
- 「やりおえていない宿題」（『すばる』2025年7月号）